# عصب‌روان‌کاوی
عصب‌روانکاوی (به انگلیسی: Neuropsychoanalysis) شاخه‌ای نوین در روانشناسی است که در پی برداشتن مرزهای علوم اعصاب و روانکاوی به منظور درک بهتر عملکرد ذهن و مغز انسان است.

## چهره‌های نامدار
گروه علوم اعصاب: اریک کندل، آنتونیو داماسیو، جوزف لیدو، ژک پانکسپ، مارک سولمز
گروه روانکاوی: پیتیر فوناگی، اتو کرنبرگ

## شیوۀ پیدایش و زمینۀ تاریخی
اولین تلاش برای پیدایش عصب‌روانکاوی توسط خود فروید در کتاب نیمه‌تمام «پروژه‌ای برای روانشناسی علمی» صورت گرفت، ولی به علت ناقص بودن دانش و ابزار زمان فروید این پروژه نیمه‌کاره رها شد. بار دیگر لوریا پدر علم عصب‌روانشناسی تلاش‌هایی برای پژوهش عصب‌شناختی بر مفاهیم روانکاوی انجام داد که باز هم با روی کار آمدن رژیم کمونیستی نیمه‌کاره رها شد. در دو دهۀ اخیر با پیدایش دستگاه‌های عصب‌شناختی راه پژوهش هموار شد و جسته و گریخته تلاش‌های برای پیوند این دو رشته انجام شد که سرانجام توسط «مارک سولمز» عصب‌شناس صورت علمی و رسمی به خود گرفت.

## پژوهش‌ها
به نظر اریک کندل روانپزشک برندۀ نوبل، عصب شناسی در ۸ زمینه می‌تواند دربارهٔ فرضیه‌های روانکاوی پژوهید:
1. ماهیت روندهای ذهنی ناخودآگاه
2. ماهیت علیت روانشناختی
3. علیت روانشناختی و بیماری‌های روانی
4. تجربه‌های آغازین کودکی و اثر آن بر آینده فرد در بالا بردن استعداد او برای مبتلا شدن به اختلال‌های روانی
5. نیمه‌هشیار، ناهشیار و قشر پیشانی
6. جهتگیری جنسی
7. روانکاوی و تغییرات ساختاری در مغز
8. دارودرمانی به عنوان روشی همراه و کمکی در روانکاوی